# Estação Ferroviária de Caniços

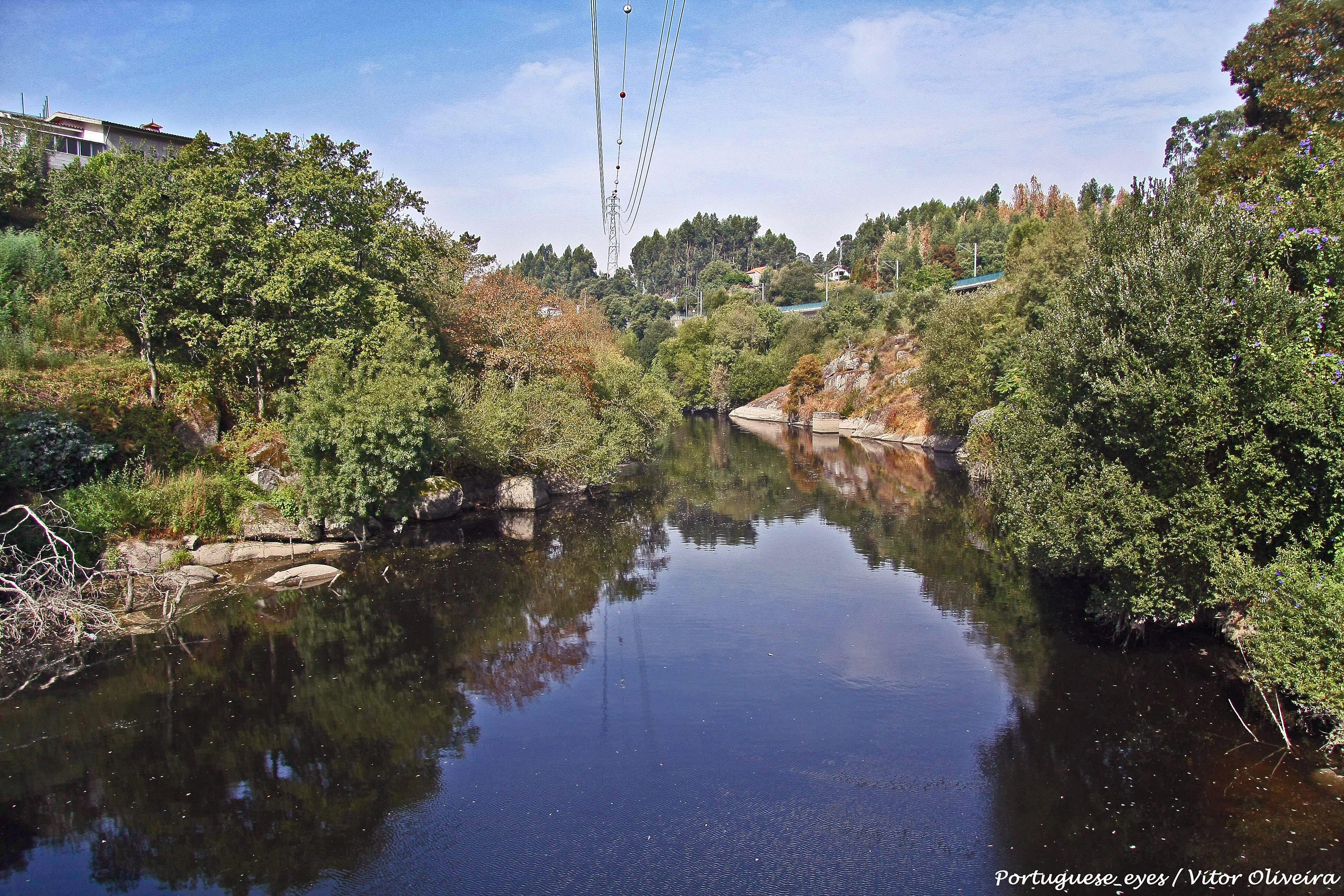
O Rio Ave junto à estação: a via férrea é visível à direita.

A Estação Ferroviária de Caniços é uma interface da Linha de Guimarães, situada no lugar de Caniços, e que serve as freguesias de Bairro e Rebordões, no limite dos distritos de Braga e Porto, em Portugal.

## Descrição

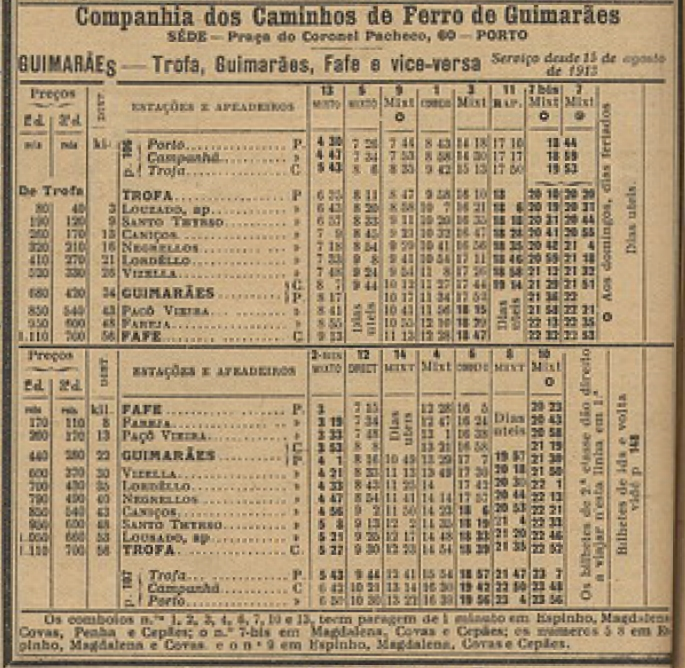
Horários da Linha de Guimarães em 1913, incluindo a estação de Caniços

Encontra-se junto à localidade de Caniços, tendo acesso pela Estrada Nacional 310 (Rua Zeca Afonso).
Em Janeiro de 2011, possuía duas vias de circulação, ambas com 215 m de comprimento, e duas plataformas, que tinham ambas 150 m de extensão, e 90 cm de altura.

## História
Esta interface situa-se no lanço da Linha de Guimarães entre as estações de Trofa e Vizela, que entrou ao serviço em 31 de Dezembro de 1883, pela Companhia do Caminho de Ferro de Guimarães.
Em 1927, a comissão técnica que tinha sido encarregada de estudar e rever o novo plano ferroviário para a área a Norte do Rio Douro propôs a construção de várias linhas, incluindo uma de Caniços ao Mogadouro, passando por Póvoa de Lanhoso, Cabeceiras de Basto, Arco de Baúlhe, Pedras Salgadas, Valpaços e Mirandela. Esta linha iria circular ao longo da região de Trás-os-Montes, ligando várias vias férreas ao longo do percurso. A ideia de construir um caminho de ferro ao longo do vale do Rio Ave, partindo da estação de Caniços, já tinha sido anteriormente defendida por Brito Guimarães, presidente da Junta Geral do Porto, de forma a servir a faixa industrial ao longo daquele curso de água e ligar a Linha de Guimarães à região de Basto. A linha transversal de Trás-os-Montes foi classificada em vários lanços separados, tendo ao de Caniços a Arco de Baúlhe sido atribuído o nome de Linha do Ave. Porém, a linha não chegou a ser construída.
Em 1932 foi organizado um comboio especial ao longo da Linha de Guimarães, para a inauguração do lanço entre a Senhora da Hora e Trofa, tendo parado na gare de Caniços, para o chefe de estado e a sua comitiva visitarem a central eléctrica.
A Companhia de Guimarães foi fundida na Companhia dos Caminhos de Ferro do Norte de Portugal, que por seu turno foi integrada na Companhia dos Caminhos de Ferro Portugueses em 1947.

Em 2004, a Linha de Guimarães foi reaberta após obras de modernização, que incluíram a mudança de bitola e a electrificação da via férrea, e a remodelação das estações ferroviárias.